# 巴西政治

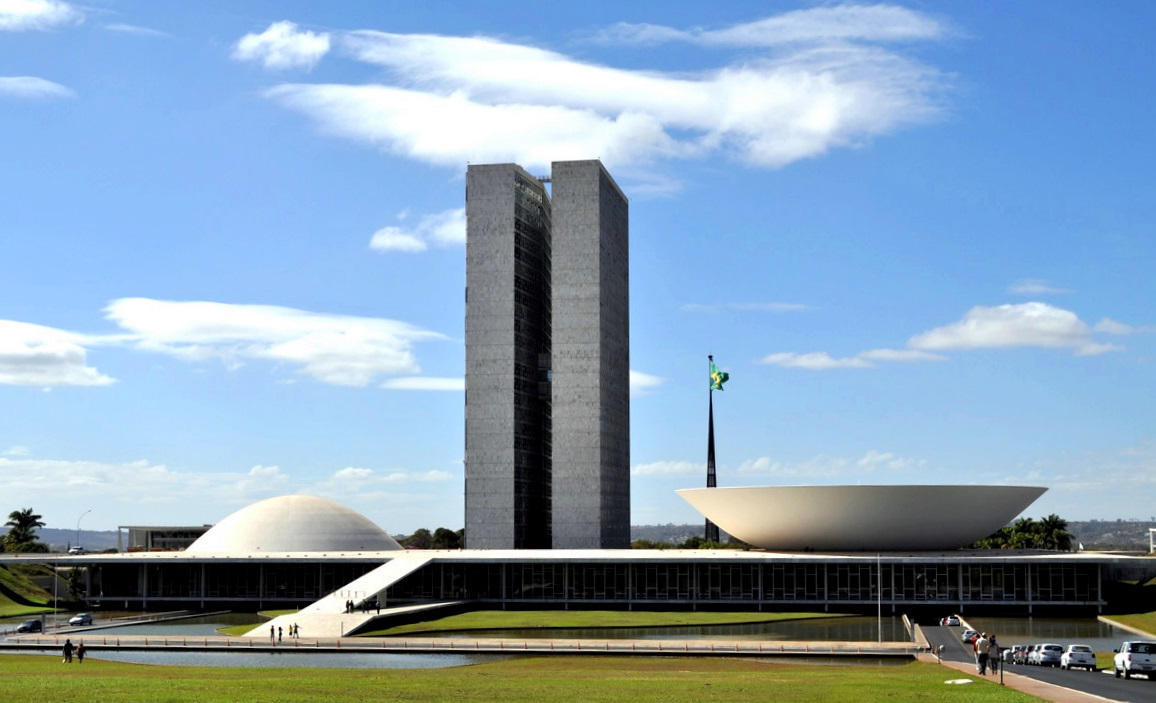
巴西國會

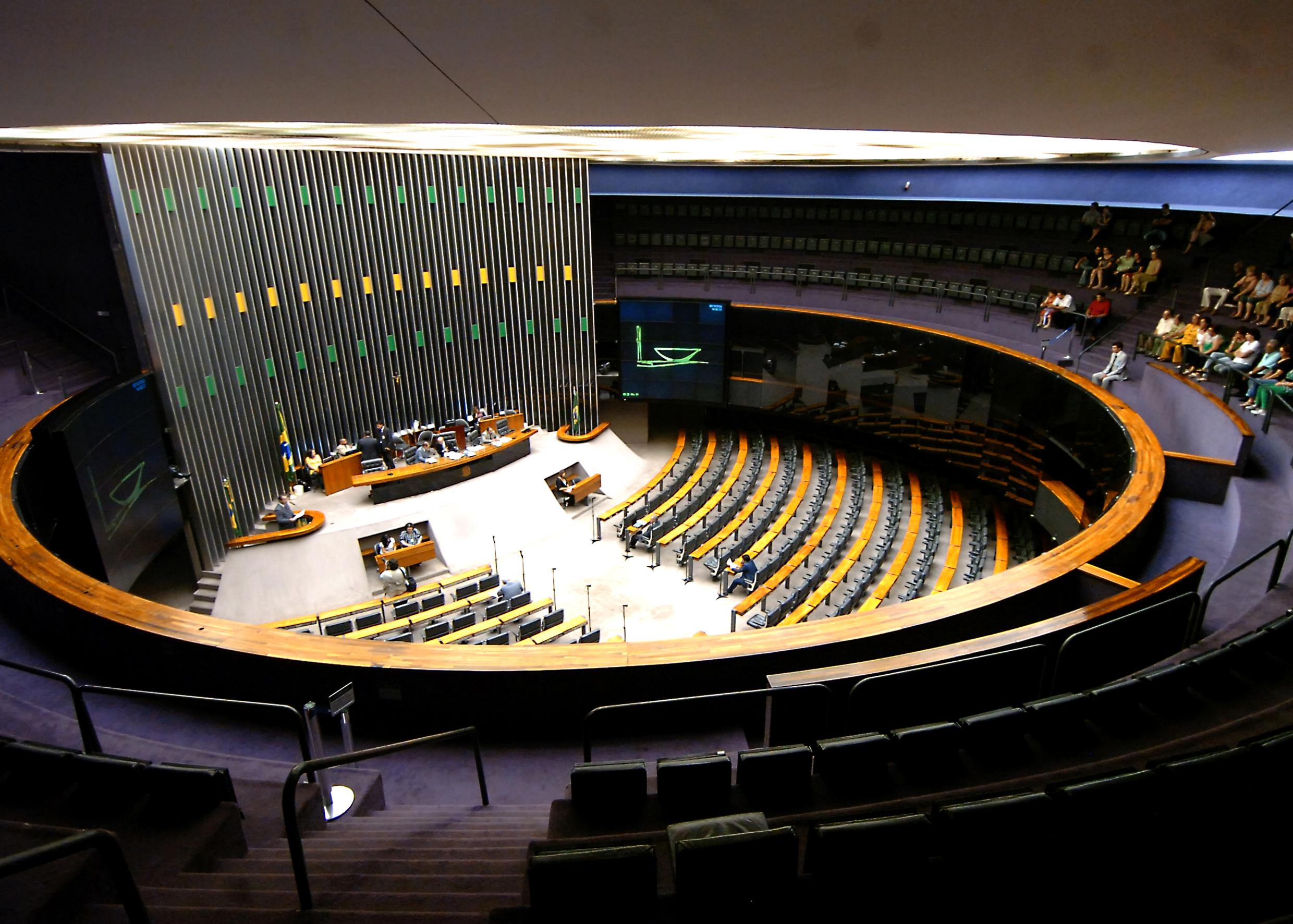
巴西聯邦眾議院

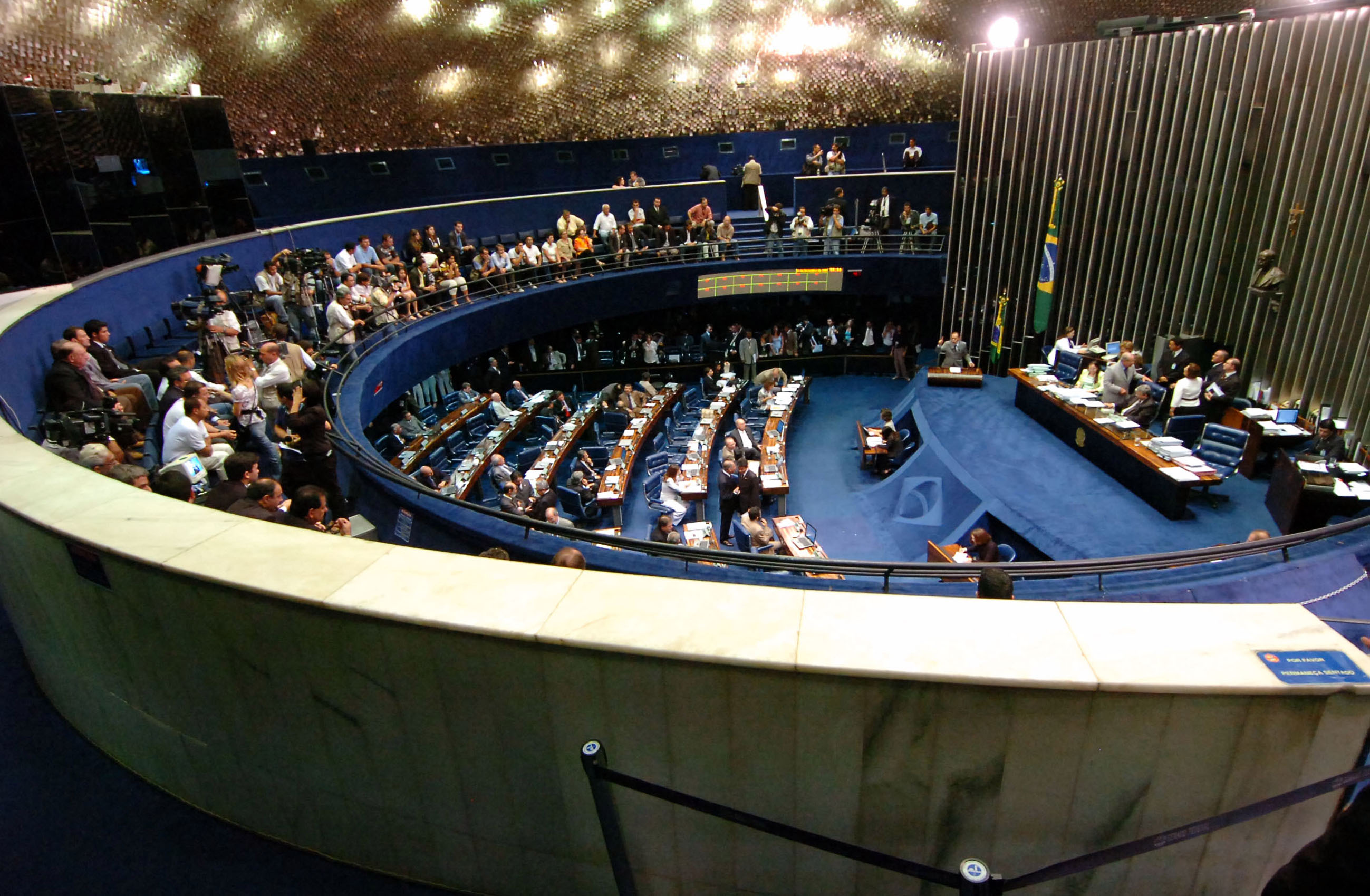
巴西聯邦參議院

巴西為一聯邦制共和國，全國共轄26個州及1个联邦区。1988年憲法賦予聯邦政府最高行政﹑立法和司法的權力。巴西總統任期為4年，最多可連任1次﹐並有權委任內閣成員。巴西國會由聯邦參議院和眾議院組成。巴西參議院共81議席，每州佔3席，參議員任期為8年，每4年重選三分之一或三分之二的議席。巴西众议院共513个席位，依人口分配，每個州份最多可擁70席（聖保羅州），至少8席，任期四年。司法機構包括最高法院、高等法院、和聯邦地區法院。
卢拉·达·席尔瓦于2023年1月1日正式就职第39任巴西总统。

## 政黨
按2008年計﹐共有20個政黨在國會拥有席位。由於轉換政黨的情形相當普遍，因此每個政黨的議席數經常變更。以下列舉了幾個主要政黨：
- 巴西工黨
- 巴西民主黨
- 巴西民主運動黨
- 巴西社會民主黨
- 巴西進步黨
- 巴西工人黨
- 巴西共和黨